# Pertusaria

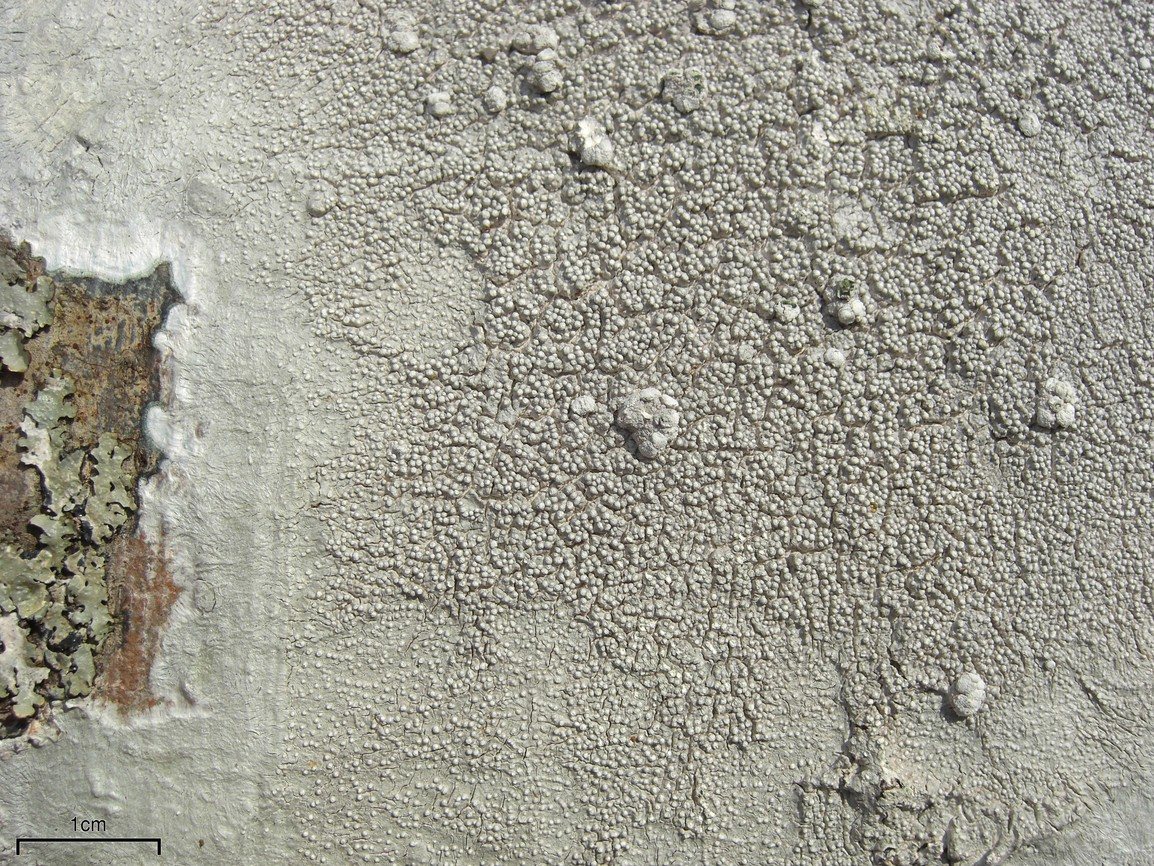
Otwornica gładsza

Pertusaria DC. (otwornica) – rodzaj grzybów z rodziny otwornicowatych (Pertusariaceae). Ze względu na symbiozę z glonami zaliczany jest do porostów.

## Systematyka i nazewnictwo
Pozycja w klasyfikacji według Index Fungorum: Pertusariaceae, Pertusariales, Ostropomycetidae, Lecanoromycetes, Pezizomycotina, Ascomycota, Fungi.
Synonimy nazwy naukowej: Arthopyrenia sect. Pseudosagedia Müll. Arg.,
Clathroporina Müll. Arg.,
Clausaria Nyl.,
Cryptopeltis Rehm,
Isidium (Ach.) Ach.,
Lecanidium A. Massal.,
Lepra Scop.,
Leproncus Vent.,
Lichen sect. Stereocaulon Schreb.,
Lichen subsect. Isidium Ach.,
Melanaria Erichsen,
Ophthalmidium Eschw.,
Pertusariomyces E.A. Thomas ex Cif. & Tomas.,
Phragmopeltheca L. Xavier,
Phyllophiale R. Sant.,
Phylloporina (Müll. Arg.) Müll. Arg.,
Pionospora Th. Fr.,
Porina Müll. Arg.,
Porina sect. Phylloporina Müll. Arg.,
Pseudosagedia (Müll. Arg.) M. Choisy,
Sagedia A. Massal.,
Segestrella Fr.,
Segestria Fr.,
Sphaeromphale Rchb.,
Stephosia Bat. & H. Maia,
Stereocaulon (Schreb.) Schrad.
Zamenhofia Clauzade & Cl. Roux.
Nazwa polska według Krytycznej listy porostów i grzybów naporostowych Polski.
W wyniku zmian taksonomicznych wiele gatunków rodzaju Pertusaria zostało przeniesione do innych rodzajów, m.in. Lepra, Toensbergia, Varicellaria.

## Gatunki występujące w Polsce
- Pertusaria bryontha (Ach.) Nyl. 1861 – otwornica mchowa
- Pertusaria caesioumbrina Eitner 1911[5] – otwornica ciemnoniebieska
- Pertusaria chiodectonoides Bagl. ex A. Massal. 1855 – otwornica nieczysta
- Pertusaria coccodes (Ach.) Nyl. 1857 – otwornica szkarłatna
- Pertusaria constricta Erichsen 1935 – otwornica ściągnięta
- Pertusaria coronata (Ach.) Th. Fr. 1871 – otwornica uwieńczona
- Pertusaria dissoluta Erichsen 1940[5] – otwornica mazurska
- Pertusaria eitneriana Zahlbr. 1928[5] – otwornica Eitnera
- Pertusaria flavicans Lamy 1879 – otwornica siarkowożółta
- Pertusaria flavida (DC.) J.R. Laundon 1963 – otwornica żółtawa
- Pertusaria glomerata (Ach.) Schaer. 1826 – otwornica skupiona
- Pertusaria hymenea (Ach.) Schaer. 1836 – otwornica misecznicowata
- Pertusaria inaequalis Erichsen 1934[5] – otwornica niekształtna
- Pertusaria inopinata Erichsen 1936 – otwornica niedbała
- Pertusaria jurana Erichsen 1936 – otwornica zapomniana
- Pertusaria leioplaca DC. 1815 – otwornica gładka
- Pertusaria pertusa (L.) Tuck. 1845 – otwornica dziurawa
- Pertusaria pseudocorallina (Lilj.) Arnold 1887 – otwornica koralkowa
- Pertusaria pseudophlyctis Erichsen 1936[5] – otwornica rozsypana
- Pertusaria pulvereosulphurata Harm. 1913[5] – otwornica siarkowopylasta
- Pertusaria pupillaris (Nyl.) Th. Fr. 1871 – otwornica brodawkowata
- Pertusaria pustulata (Ach.) Duby 1830 – otwornica pęcherzykowata
- Pertusaria subdubia Nyl. 1880[5] – otwornica niepewna

Nazwy naukowe na podstawie Index Fungorum. Nazwy polskie według W. Fałtynowicza.